# Walentina Wassiljewna Sidorowa
Walentina Wassiljewna Sidorowa (russisch Валентина Васильевна Сидорова; * 4. Mai 1954 in Moskau, Russische SFSR als Walentina Wassiljewna Burotschkina; † 9. Juni 2021 ebenda) war eine sowjetische Florettfechterin.

## Erfolge
Walentina Sidorowa wurde zweimal im Einzel und siebenmal im Mannschaftswettbewerb Weltmeisterin. 1977 in Buenos Aires und 1978 in Hamburg gewann sie ihre Titel im Einzel, sowie 1974 in Grenoble, 1975 in Budapest, 1977 in Buenos Aires, 1978 in Hamburg, 1979 in Melbourne, 1981 in Clermont-Ferrand und 1985 in Sofia mit der Mannschaft. Zweimal nahm sie mit der sowjetischen Delegation an Olympischen Spielen teil: 1976 in Montreal erreichte sie gemeinsam mit Olga Knjasewa, Walentina Nikonowa, Jelena Nowikowa und Nailja Giljasowa ungeschlagen das Finale, in dem auch Frankreich mit 9:2 bezwungen wurde, und wurde damit Olympiasiegerin. Das Einzel schloss sie auf Rang sieben ab. Bei den Olympischen Spielen 1980 in Moskau belegte Sidorowa im Einzel den 13. Rang, während sie mit der sowjetischen Equipe erneut in das Gefecht um die Goldmedaille einzog. Dieses Mal unterlag man Frankreich mit 6:9, sodass Sidorowa die Silbermedaille erhielt.